# Paruchy
Paruchy – wieś sołecka w Polsce położona w województwie świętokrzyskim, w powiecie koneckim, w gminie Końskie.

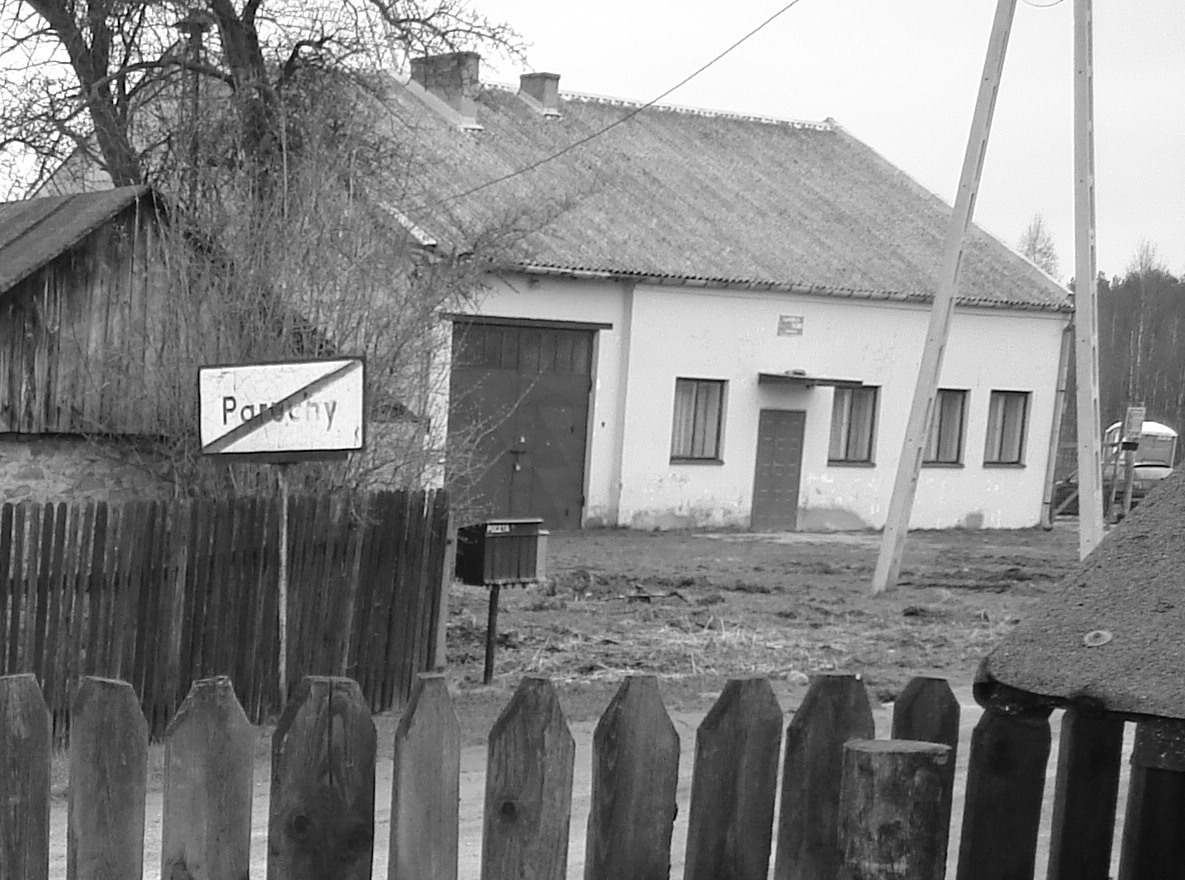
Remiza strażacka w Paruchach

Prywatna wieś szlachecka, położona była w drugiej połowie XVI wieku w powiecie opoczyńskim województwa sandomierskiego. W latach 1975–1998 miejscowość administracyjnie należała do województwa kieleckiego.
W Paruchach znajduje się remiza strażacka.
Wierni kościoła rzymskokatolickiego należą do parafii św. Barbary w Nieświniu.